# Bräkne-Hoby socken
Bräkne-Hoby socken i Blekinge ingick i Bräkne härad, uppgick 1967 i Ronneby stad och området ingår sedan 1971 i Ronneby kommun och motsvarar från 2016 Bräkne-Hoby distrikt i Blekinge län.
Socknens areal är 181,7 kvadratkilometer, varav land 172,9. År 2000 fanns här 3 339 invånare. Tätorten Bräkne-Hoby med Bräkne-Hoby kyrka ligger i denna socken.

## Administrativ historik
Socknen har medeltida ursprung med en kyrka från 1100-talet. Före den 1 januari 1886 (ändring enligt beslut den 17 april 1885) var namnet Hoby socken.
Ur socknen utbröts 4 maj 1859 Öljehults socken. Vid kommunreformen 1862 övergick socknens ansvar för de kyrkliga frågorna till Hoby församling och för de borgerliga frågorna till Hoby landskommun. Landskommunen uppgick 1967 i Ronneby stad som 1971 uppgick i Ronneby kommun.
1 januari 2016 inrättades distriktet Bräkne-Hoby, med samma omfattning som församlingen hade 1999/2000.
Socknen har tillhört fögderier, tingslag och domsagor enligt vad som beskrivs i artikeln Bräkne härad.
Socknen indelades fram till 1901 i 90 båtsmanshåll, vars båtsmän tillhörde Blekinges 4:e (1:a före 1845) båtsmanskompani.

## Geografi
Bräkne-Hoby socken ligger mellan Ronneby och Karlshamn vid Bräkneåns nedre lopp och Vierydsån som delvis bildar gräns i öster. I norra delen återfinns skogstrakter med flera sjöar i söder odlade bygder.

## Fornminnen
Hällkistor från stenåldern finns vid Evaryd, Hoby, Silpinge, Tararp och Väby. Enmansgrav från stenåldern är antecknad från Svenstorp. Gravrösen finns bland annat vid Sonekulla. Järnåldersgravfält mer eller mindre skadade, av högar, rösen, stensättningar och resta stenar förekommer talrikt till exempel vid Hoby, (Kolshög, Kalmarekulle) och Saxekullarna (med  skeppssättningar), Mörtjuk, Silpinge, Tararp, Väby och på ön utanför Sonekulla. Vid Evaryd finnas flera domarringar.

## Namnet
Namnet (1300 Hughby, Huby), taget från kyrkbyn, har oklar förled.
Prefixet Bräkne från häradet lades till 1886 i särskiljande syfte.

## Befolkningsutveckling
| Befolkningsutvecklingen i Bräkne-Hoby socken 1750–1990                                                  | Befolkningsutvecklingen i Bräkne-Hoby socken 1750–1990 | Befolkningsutvecklingen i Bräkne-Hoby socken 1750–1990 | Befolkningsutvecklingen i Bräkne-Hoby socken 1750–1990 | Befolkningsutvecklingen i Bräkne-Hoby socken 1750–1990 |
| --- | ------------------------------------------------------ | ------------------------------------------------------ | ------------------------------------------------------ | ------------------------------------------------------ |
| |                                                        |                                                        |                                                        |                                                        |
| År |                                                        |                                                        | Folkmängd                                              |                                                        |
| 1750 | 1750                                                   |                                                        | 2 672                                                  |                                                        |
| 1760 | 1760                                                   |                                                        | 2 849                                                  |                                                        |
| 1769 | 1769                                                   |                                                        | 2 855                                                  |                                                        |
| 1790 | 1790                                                   |                                                        | 3 100                                                  |                                                        |
| 1800 | 1800                                                   |                                                        | 3 322                                                  |                                                        |
| 1810 | 1810                                                   |                                                        | 3 542                                                  |                                                        |
| 1820 | 1820                                                   |                                                        | 4 361                                                  |                                                        |
| 1830 | 1830                                                   |                                                        | 4 895                                                  |                                                        |
| 1840 | 1840                                                   |                                                        | 5 709                                                  |                                                        |
| 1850 | 1850                                                   |                                                        | 6 300                                                  |                                                        |
| 1860 | 1860                                                   |                                                        | 5 119                                                  |                                                        |
| 1870 | 1870                                                   |                                                        | 5 448                                                  |                                                        |
| 1880 | 1880                                                   |                                                        | 5 794                                                  |                                                        |
| 1890 | 1890                                                   |                                                        | 5 802                                                  |                                                        |
| 1900 | 1900                                                   |                                                        | 5 828                                                  |                                                        |
| 1910 | 1910                                                   |                                                        | 5 727                                                  |                                                        |
| 1920 | 1920                                                   |                                                        | 5 311                                                  |                                                        |
| 1930 | 1930                                                   |                                                        | 4 904                                                  |                                                        |
| 1940 | 1940                                                   |                                                        | 4 660                                                  |                                                        |
| 1950 | 1950                                                   |                                                        | 4 187                                                  |                                                        |
| 1960 | 1960                                                   |                                                        | 3 707                                                  |                                                        |
| 1970 | 1970                                                   |                                                        | 3 348                                                  |                                                        |
| 1980 | 1980                                                   |                                                        | 3 537                                                  |                                                        |
| 1990 | 1990                                                   |                                                        | 3 392                                                  |                                                        |
| Anm: Källor: Umeå universitet - Tabellverket 1749-1859, Demografiska databasen, CEDAR, Umeå universitet |                                                        |                                                        |                                                        |                                                        |

### Fotnoter
1. 1 2 3  Svensk Uppslagsbok Bräkne-Hoby socken Arkiverad 26 augusti 2014 hämtat från the Wayback Machine.
2. 1 2  Harlén, Hans; Harlén Eivy (2003). Sverige från A till Ö: geografisk-historisk uppslagsbok. Stockholm: Kommentus. Libris 9337075. ISBN 91-7345-139-8
3. ↑  SCB folkräkningen 1890 andra delen Arkiverad 24 september 2015 hämtat från the Wayback Machine. sida 33 anm. till Blekinge län not 1
4. ↑  "Ostkanten" om Blekinge och Södra Möres båtsmän
5. 1 2  Sjögren, Otto (1932). Sverige geografisk beskrivning del 3 Blekinge, Kristianstads, Malmöhus och Hallands län samt staden Göteborg. Stockholm: Wahlström & Widstrand. Libris 9940
6. 1 2 3  Nationalencyklopedin
7. ↑  Fornlämningar, Statens historiska museum: Bräkne-Hoby socken
8. ↑  Fornminnesregistret, Riksantikvarieämbetet: Bräkne-Hoby socken Fornminnen i socknen erhålls på kartan genom att skriva in sockennamn (utan "socken") i "Ange geografiskt område"